# Zhu Qinan
Pour les articles homonymes, voir Zhu.
Dans ce nom chinois, le nom de famille, Zhu, précède le nom personnel.
Zhu Qinan, né le 15 novembre 1984 à Wenzhou, (Zhejiang) , est un tireur chinois. Il est spécialisé dans le tir à la carabine 10 mètres et 50 mètres.

## Palmarès

### Tir aux Jeux olympiques
- 2008, à Pékin,  Chine
  -  Médaille d'argent au tir à 10 m carabine air comprimé
- 2004, à Athènes,  Grèce
  -  Médaille d'or au tir à 10 m carabine air comprimé

### Championnats du monde
- 2010, à Munich,  Allemagne.
  -  Médaille d'or au tir à 10 m carabine air comprimé par équipe
- 2006, à Zagreb,  Croatie.
  -  Médaille d'or au tir à 10 m carabine air comprimé par équipe
  -  Médaille de bronze au tir à 10 m carabine

### Coupe du monde
- 2011
  - 1e place à Sydney, et 1e place à Fort Benning au tir à 50 m, 3 positions.
  - 3e place à Fort Benning au tir à 10 m
- 2010
  - 2e place à Pékin, et 3e place à Fort Benning
- 2009
  -  Médaille d'or à la carabine 10 m à la finale de Wuxi,  Chine
  - 1e place à Changwon et Milan, 2e place à Pékin, et 3e place à Munich
- 2008
  -  Médaille de bronze à la carabine 10 m à la finale de Bangkok,  Thaïlande
  - 1e place à Pékin et Milan, et 2e place à Munich